# Чайченко Надія Натанівна
Чайченко Надія Натанівна (нар. 29 квітня 1942 року в м. Суми) — українська науковиця, доктор педагогічних наук, професор, заслужений працівник освіти України.

## Життєпис
Чайченко Надія Натанівна народилася 29 квітня 1942 року в м. Суми. Закінчила Сумську середню школу № 8. З 1959-1964 рр. навчалась в Сумському державному педагогічному інституті імені А. С. Макаренка на природничо-географічному факультеті.

## Професійна діяльність
- 1959–1964 — навчалась в Сумському  державному педагогічному інституті імені А. С. Макаренка на природничому факультеті. Закінчила його з відзнакою.
- 1962–1966 — працювала викладачем біології, хімії і географії в Новокантакузовській школі Миколаївської області, Шосткинській школі № 5, Шосткинській школі-інтернат.
- 1966–1969 — працювала у Сумському державному педагогічному інституті імені А. С. Макаренка асистентом, старшим лаборантом на кафедрах хімії та ботаніки.
- 1970–1973 — навчалася в аспірантурі Науково-дослідного інституту педагогіки УРСР за фахом «Методика викладання хімії».
- 1974 — захистила кандидатську дисертацію зі спеціальності 13.00.02 "Методика навчання хімії".
- 1973 — працювала викладачем на кафедрі хімії Сумського державного педагогічного інституту ім. А. С. Макаренка (СДПІ).
- 1976 — отримала вчене звання доцент.
- 1976–1987 — займала посаду завідувача кафедри хімії СДПІ ім. А. С. Макаренка.
- 1994–1997 — навчалася в докторантурі Інституту педагогіки АПН України за спеціальністю «Методика викладання хімії».
- 1998 — захистила докторську дисертацію на тему «Формування у школярів теоретичних знань з основ хімії» й одержала  науковий ступінь доктора педагогічних наук.
- 2001 — присвоєно вчене звання професора.
- 2002 — призначена на посаду завідуючої кафедри хімії СумДПУ ім. А. С. Макаренка.
- 2005 — займала посаду в. о. ректора Сумського державного педагогічного університету ім. А. С. Макаренка.
- 2005-2008 — завідувач кафедри хімії.
- 2006 — працює завідувачем  кафедри теорії та методики вищої професійної освіти.
- 2014 — завідувач кафедри андрагогіки та корекційної освіти Сумського обласного інституту післядипломної педагогічної освіти.

## Звання та нагороди
- 2005 — заслужений працівник освіти України.
- 2013 — Грамота управління освіти і науки Сумської ОДА.

## Наукова, педагогічна та навчально-методична робота
Надія Натанівна автор понад 100 наукових праць, серед яких 2 монографії, 2 підручники, 3 посібники для вчителів, понад 10 навчальних видань для учнів, методичні рекомендації для магістрантів, статті, тези доповідей. Співавтор зошитів для практичних робіт з хімії для загальноосвітньої школи (8-11 класи).
Чайченко Н. Н. читає курси методики викладання хімії та педагогіки вищої школи. Керує науковою діяльністю аспірантів і здобувачів наукового ступеня кандидата педагогічних наук за спеціальністю «Теорія та методика навчання хімії».
Основні навчальні дисципліни: основи науково-педагогічного дослідження, методика викладання хімії у ЗВО.
Коло наукових інтересів: сучасні педагогічні технології підготовки вчителя хімії.
Під керівництвом Надії Натанівни захистилося 10 аспірантів і створена школа молодих учених зі спеціальності «Теорія та методика навчання хімії».

## Наукові публікації
- Дидактична система формування дослідницької компетентності майбутніх учителів біології / О. Пташенчук, Н. Чайченко // Педагогічні науки: теорія, історія, інноваційні технології : науковий журнал / Міністерство освіти і науки України, Сумський державний університет імені А. С. Макаренка. – Суми. - 2018. – № 4 (78). – С. 200–215.
- Методи і засоби організації навчальної діяльності учнів / Н. Н. Чайченко // Педагогічні науки : збірник наукових праць. – Суми : СумДПУ ім. А. С. Макаренка, 2008. – С. 313–323.
- Методика використання програмних засобів навчання на уроках хімії / Н. Н. Чайченко, Ю. В. Ліцман, А. С. Бєльська // Педагогічні науки : збірник наукових праць. – Суми : СумДПУ ім. А. С. Макаренка, 2008. – С. 195–201.
- Мотивація іноземних слухачів до вивчення хімії на підготовчому факультеті /  Н. Н. Чайченко, Т. В. Диченко // Розвиток інтелектуальних умінь і творчих здібностей учнів та студентів у процесі навчання дисциплін природничо-математичного циклу «ІТМ*плюс – 2015» : матеріали ІІ Міжнародної науково-методичної конференції, м. Суми, 3–4 грудня 2015 р. – Суми : Мрія, 2015. – Ч. 2. – С. 125–127.
- Науково-педагогічне дослідження : навчальний посібник [для магістрантів. – 2-ге вид., допов. і перероб. – Суми : СОІППО, 2015. – 208 с.
- Особливості мотивації іноземних слухачів до вивчення хімії на підготовчому факультеті / Т. В. Диченко, Н. Н. Чайченко // Педагогічні науки: теорія, історія, інноваційні технології : науковий журнал. – Суми : СумДПУ ім. А. С. Макаренка, 2016. – № 1 (55). – С. 66–73.
- Педагогічні умови розвитку здоров’язбережувальної компетентності вчителів фізичної культури в системі післядипломної педагогічної освіти / С. С. Кодимський, Н. Н. Чайченко // Педагогічні науки: теорія, історія, інноваційні технології : науковий журнал. – Суми : СумДПУ імені А. С. Макаренка, 2013. – № 8 (34). – С. 217–224.
- Формування теоретичних знань учнів з хімії в класах хіміко - біологічного профілю / Н. Н. Чайченко // Педагогічні науки : збірник наукових праць. – Суми : СумДПУ ім. А. С. Макаренка, 2009. – С. 265–272.